# نویگاترسلبن
نویگاترسلبن (به آلمانی: Neugattersleben) یک منطقهٔ مسکونی در آلمان است که در نینبورگ واقع شده‌است. نویگاترسلبن ۹۰۹ نفر جمعیت دارد.